# El misterio del valle Boscombe
El misterio del valle Boscombe es uno de los 56 relatos cortos sobre Sherlock Holmes escrito por Arthur Conan Doyle. Fue publicado originalmente en The Strand Magazine y posteriormente recogido en la colección Las aventuras de Sherlock Holmes.

## Argumento
Mientras desayuna apaciblemente con la su esposa Watson recibe un telegrama de Sherlock Holmes. El texto dice: "¿Tiene usted un par de días libres? Acabo de recibir un telegrama del oeste de Inglaterra en relación con la tragedia del valle de Boscombe. Me encantaría llevarle. Tiempo y panorama excelentes. Saldré de Paddington a las 11.15 h."
Watson parte con Holmes hacia el valle de Boscombe, una región cerca de Ross, en Herefordshire. A su llegada, el inspector Lestrade de Scotland Yard se encarga de ponerles en antecedentes de lo que, dentro de su miopía habitual, es un caso claro. El joven James ha asesinado a su padre, un granjero llamado McCarthy. Aunque la culpabilidad del joven parece evidente, atendiendo a las súplicas de Alice Turner, hija del millonario John Turner e íntima amiga del joven, por caballerosidad, Lestrade ha solicitado la presencia de Sherlock Holmes. Este demostrará, una vez más, la ineficacia de los métodos policiales habituales. Gracias a su brillante actuación, saldrá a la luz un sórdido caso de chantaje y venganza, donde el auténtico criminal resultará ser la propia víctima.
Sherlock Holmes evitará que el joven inocente sea condenado, y ello sin necesidad de delatar al verdadero culpable, a punto ya de declarar ante la divina justicia; de este modo, acallará un escándalo que hubiera afectado a personas inocentes. El relato finaliza con un voto por la felicidad de los jóvenes, ignorantes de las sombras que oscurecen su pasado.